# Sisu
Sisu (ejtsd: sziszu; szó szerinti jelentése: „belső”) egy finn metaforikus kifejezés, amely a finn nemzeti felfogást, a bátorságot, elszántságot, és a sikertelenség ellenére is kitartó ösztönt jellemzi.

## Legközelebbi rokonkifejezései más nyelvekben
- guts
- cojones
- חֻצְפָּה (hucpá)
- ὕύβρις (ibrisz)
- 頑張る (ganbaru)
- صمود (szumud)